# Vinga (gmina)
Vinga – gmina w Rumunii, w okręgu Arad. Obejmuje miejscowości Mailat, Mănăștur i Vinga. W 2011 roku liczyła 6150 mieszkańców.